# Teatre barroc

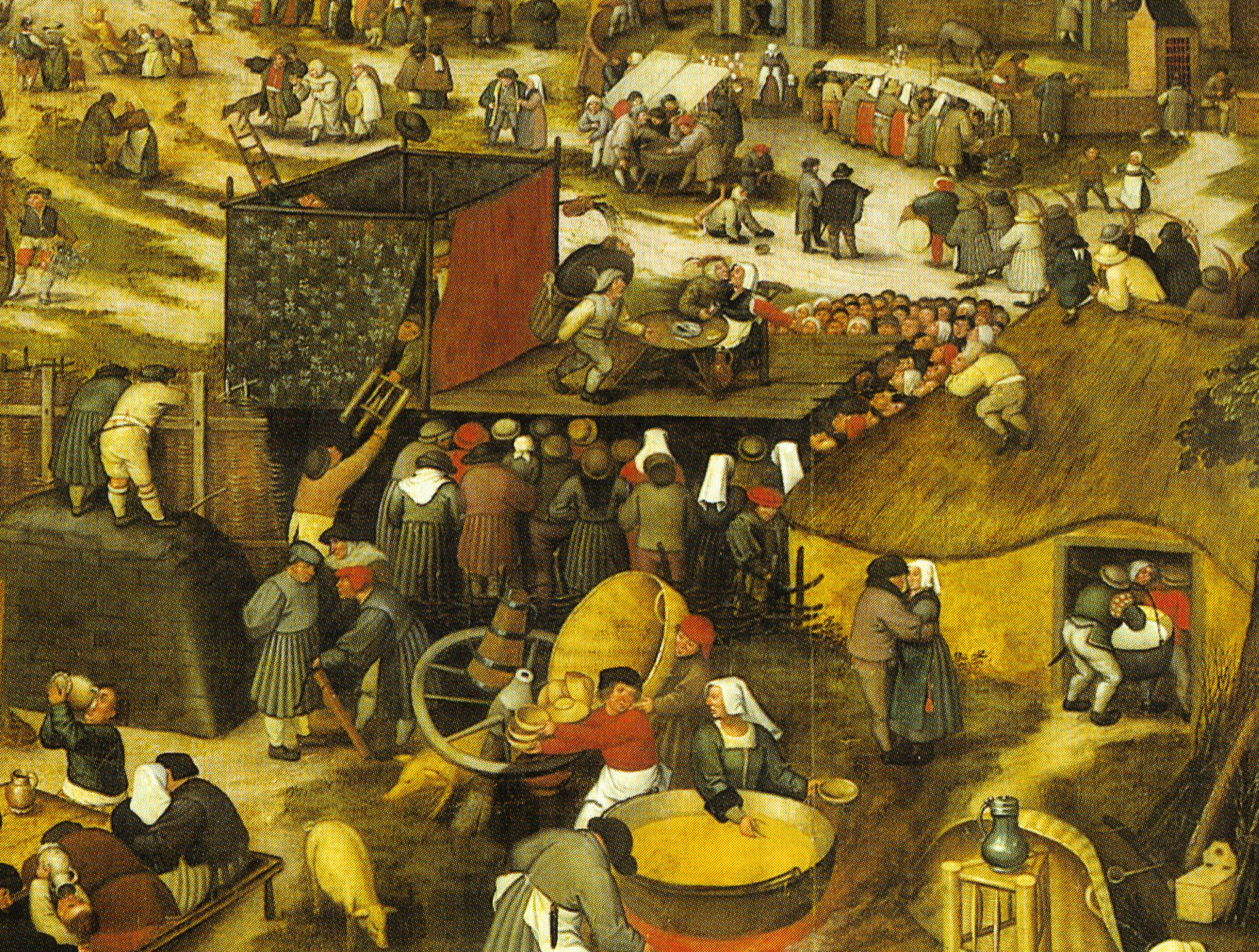
Teatre a les festes d'un poble

El teatre barroc sorgeix de la fusió de les tres pràctiques escèniques que es donen al Renaixement: el teatre cortesà, el populista i l'erudit. Aquesta fusió adoptarà en aquest període dues expressions diferents: la religiosa i la profana.
El Barroc, com a etapa històrica, s'inicia al segle xvii i s'allarga fins ben entrat el segle xviii. Durant aquest període, l'estat espanyol està governat per una monarquia absoluta, la dels Àustries, que potencia l'ús de la llengua castellana en tot el territori. En conseqüència, la literatura catalana queda relegada a la producció oral i manuscrita i s'implanten els models dramàtics i estètics castellans, com els de la comedia nueva i d'altres formes de teatre breu.

## Teatre religiós i profà

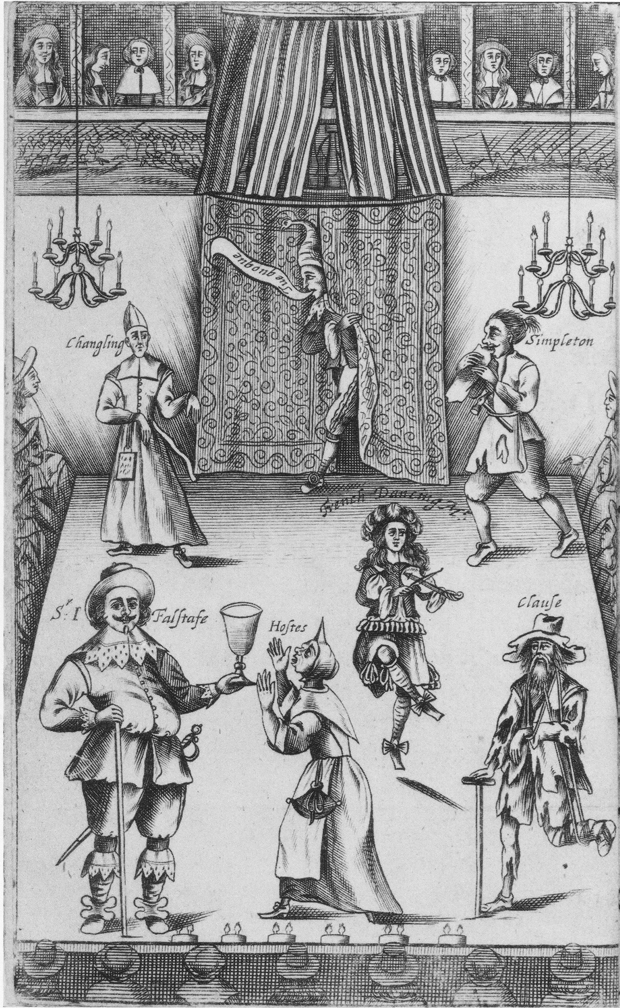
Personatges de diferents obres teatrals, en un cartell de 1662 a Anglaterra

### Teatre profà
La figura més representativa del teatre barroc en llengua catalana és Francesc Fontanella, que vol incorporar a la seva obra els corrents dramàtics europeus que coneix gràcies als seus viatges per França i Alemanya. Un altre tipus de teatre, que apareix durant la Guerra dels Segadors, és la propaganda bèl·lica. El 1630 apareix la primera comèdia burlesca del territori peninsular, escrita en català per autors desconeguts.

### Teatre religiós
Les principals manifestacions de teatre religiós de l'època consisteixen en representacions sense ànim de lucre, lligades a les ocasions festives i on s'utilitza majoritàriament la llengua catalana. Els impulsors de la Contrareforma, vinculats a la monarquia absoluta dels Àustries, intenten impedir aquestes manifestacions amb la voluntat de fer desaparèixer qualsevol mostra de teatre en català. A Catalunya, però, es continuen representant passions, un fet excepcional dins el teatre europeu. Al llarg del segle xvii les representacions religioses tendeixen a adoptar l'estructura típica de les peces barroques, però les passions, fortament arrelades a la tradició, es resisteixen a aquests canvis.
Les comèdies de sants són un altre exemple de teatre religiós. En aquest subgènere destaca la figura de Francesc Vicent Garcia, el rector de Vallfogona de Riucorb, autor fonamental del barroc català. L'any 1617 estrena a l'església parroquial de la seva localitat La comèdia famosa de la gloriosa verge i màrtir santa Bàrbara, que inclou un dels primers i més àgils entremesos d'enamorats que es conserven en llengua catalana. Coneixedor de la poesia i el teatre barroc, el rector de Vallfogona escriu la peça ajustant-se al model de la comedia nueva. Aquesta és considerada la primera comèdia barroca en català, tot i que el seu tema és la dramatització de la vida d'una santa.

## El català al teatre barroc

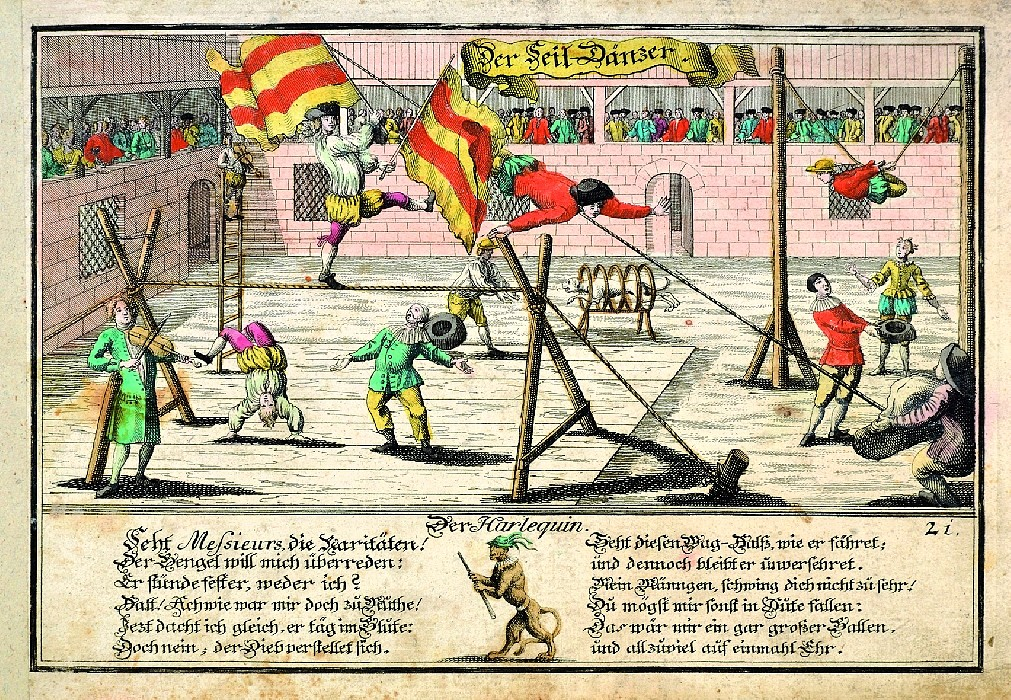
Comediants

La marginació de l'ús del català en l'àmbit públic deixa espai perquè arribin amb assiduïtat a Catalunya companyies ambulants castellanes i italianes, sobretot les de commedia dell'arte. Aquestes produeixen espectacles comercials de repertori variat, dirigits a un públic ampli, amb temàtica profana i escrits per autors professionals.

## "Comedia Nueva" castellana
En aquesta època el terme comedia designa qualsevol peça teatral, al marge del seu argument. Les característiques de l'anomenada comedia nueva, segons El arte nuevo de hacer comedias de Lope de Vega, són que es divideixen sempre en tres actes: plantejament, nus i desenllaç; barregen elements tràgics i còmics; trenca amb la unitat de temps i espai de les normes clàssiques; la mètrica pot variar per adaptar-se als diferents temes i gèneres o bé per marcar un canvi d'escena o d'acte; alguns temes usuals són l'amor, la gelosia i l'honor; i els personatges segueixen arquetips com la dama, l'agressor o el graciós.